# Эммельсхаузен
Эммельсхаузен (нем. Emmelshausen) — город в Германии, в земле Рейнланд-Пфальц. 
Входит в состав района Рейн-Хунсрюк. Подчиняется управлению Эммельсхаузен.  Население составляет 4750 человек (на 31 декабря 2009 года). Занимает площадь 7,91 км². Официальный код  — 07 1 40 036.